# Afro-colombiani

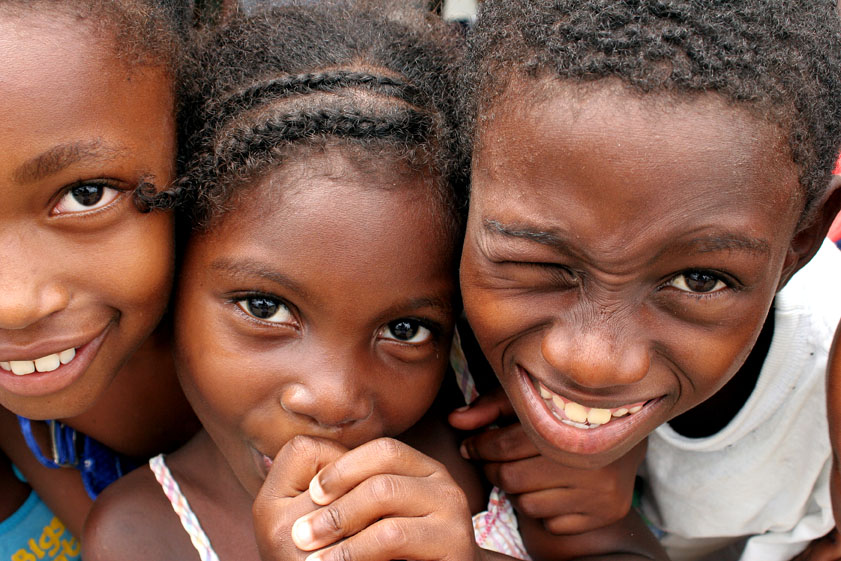
Bambini afro-colombiani

Afro-colombiani è il nome dato ai cittadini colombiani di origine africana. La Colombia ha la quarta popolazione nera più grande nell'emisfero occidentale dopo Brasile, Stati Uniti e Haiti.

## Storia

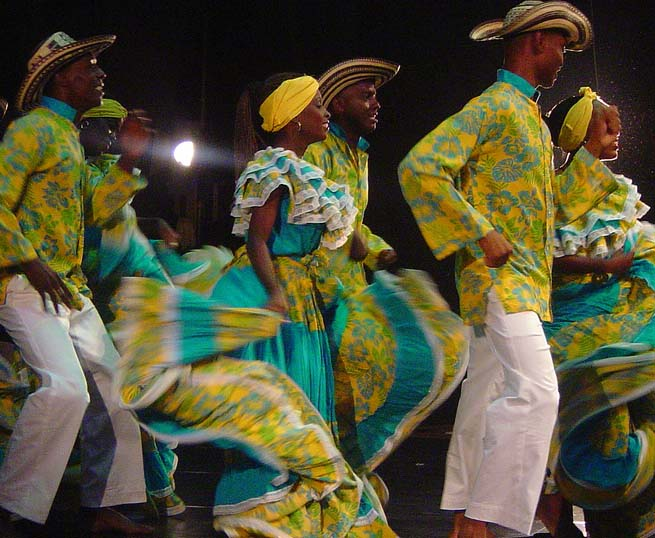
La tradizionale danza afro-colombiana "Festa in Palenque" a San Basilio de Palenque è un'ex enclave di schiavi fuggiti ed è ora riconosciuta dall'UNESCO come uno dei capolavori dei patrimoni orali e immateriali dell'umanità.

La presenza dei neri africani in Colombia risale all'epoca coloniale. I neri africani iniziarono ad essere importati in schiavitù dagli spagnoli nel primo decennio del XVI secolo. Nel 1520, i neri furono importati in Colombia per sostituire il costante declino della popolazione dei nativi americani. I neri furono costretti a lavorare nell'oro, nelle piantagioni di canna da zucchero, nelle fattorie e nelle grandi proprietà.
I lavoratori neri africani sono necessari in tutte le parti della Colombia, anche nei tempi moderni. I lavoratori neri furono pionieri nell'estrazione dell'oro dai depositi alluvionali e nella coltivazione della canna da zucchero nelle rispettive regioni odierne di Chocó, Antioquia, Cauca, Valle del Cauca e Nariño nella Colombia occidentale.
Nella Colombia orientale, vicino alle città di Vélez, Cúcuta, Socorro e Tunja, gli africani producevano tessuti in fabbriche commerciali. Le miniere di smeraldi fuori Bogotà dipendono completamente dai lavoratori africani. Inoltre, altri settori dell'economia colombiana, come il tabacco, il cotone, l'artigianato e le faccende domestiche, sarebbero impossibili senza i lavoratori neri. La schiavitù in Colombia era ingiusta e crudele come altrove nelle Americhe. Nel periodo precedente all'abolizione della società colombiana, molti schiavi colombiani combatterono per la libertà non appena arrivarono in Colombia. C'erano, naturalmente, neri africani potenti e liberi in città chiamate palenques, dove i neri potevano vivere come cimarrones, cioè fuggendo dai loro oppressori.
Alcuni storici considerano Chocó una grande Palenque con una grande popolazione di cimarron, in particolare nelle aree del fiume Baudó. Molti famosi leader Cimarron, come Benkos Biojo e Barule, combatterono per la libertà. I neri hanno svolto un ruolo importante nella lotta per l'indipendenza contro la Spagna. Gli storici affermano che tre dei cinque soldati dell'esercito di Simón Bolívar erano africani. Non solo, gli afro-colombiani sono coinvolti a tutti i livelli della vita politica e militare.

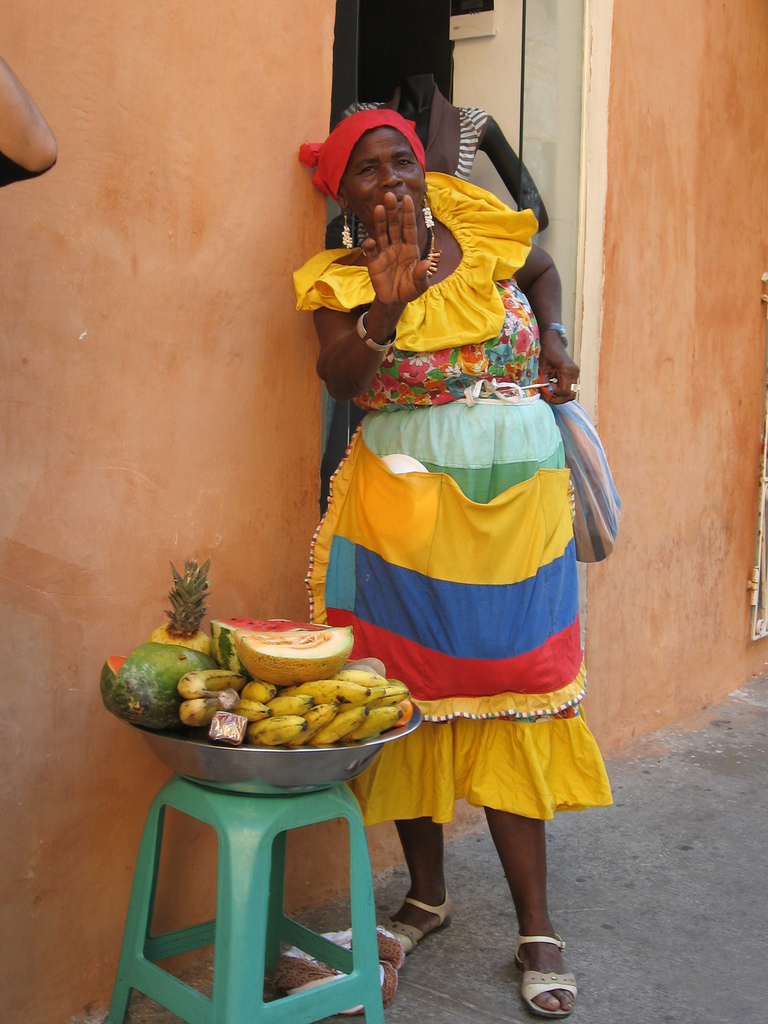
Venditore di frutta africano a Cartagena de Indias, Colombia.

Dal 1851, lo stato colombiano ha promosso un'ideologia che trascende o travisa. Questo sbiancamento della popolazione dell'Africa nera è uno sforzo del governo colombiano per ridurre o, ove possibile, eliminare completamente qualsiasi residuo di discendenza nera africana o indiana tra gli occidentali. Così, per mantenere le loro tradizioni culturali, molti neri e indigeni isolati si avventurarono nelle profondità della foresta. I colombiani e le popolazioni indigene li usano dalle piantagioni di canna da zucchero, piantagioni di caffè e piantagioni di banane alle miniere e al disboscamento, ecc. È stato e continua ad essere il bersaglio di attori armati che vogliono trasferirsi nel suo territorio. Nel 1945 fu costituita la divisione El Chocó; Questa è la prima divisione politico-amministrativa prevalentemente nera. El Chocó ha dato ai neri la possibilità di costruire un'identità regionale nera e una certa autonomia. Tuttavia, persone molto potenti nel governo nazionale erano determinate a vedere la distruzione della nuova unità politico-amministrativa. Di conseguenza, El Chocó non ha ricevuto molta attenzione da parte del governo nazionale ed è stato invece caratterizzato da un trasferimento e da un continuo sfruttamento delle risorse naturali che continua ancora oggi.

## Demografia
Negli anni '70 c'è stato un afflusso di afrocolombiani dalle campagne verso le città in cerca di maggiori opportunità sociali ed economiche. Ciò ha portato ad un aumento del numero di aree marginali povere di grandi città come Cali, Medellín e Bogotà. Circa il 75% (3,7 milioni di persone) dei colombiani di origine africana vive attualmente nelle città. Nel 1991, la Costituzione colombiana ha dato loro la proprietà comune della costa del Pacifico e ha approvato misure speciali per lo sviluppo culturale. I critici dicono che queste misure non sono sufficienti.
     72,7%–100%
     45%–72,6%
     20,4%–44,9%
     5,8%–20,3%
     0%–5,7%
     nessun dato

La popolazione afrocolombiana è concentrata nelle zone costiere.
72,7%–100%
45%–72,6%
20,4%–44,9%
5,8%–20,3%
0%–5,7%
nessun dato

I colombiani africani costituiscono 4,6 milioni di persone, ovvero il 9,34% della popolazione del paese, più concentrati nei Caraibi e nella costa nord-occidentale dell'Oceano Pacifico. Nella metropoli di Choco, nel comune di Quibdo, gli afro-colombiani costituiscono il 95,3% della popolazione totale della città.
Gli afro-colombiani possono ancora sperimentare il razzismo a causa dei pregiudizi lasciati dai tempi coloniali. Raramente si trovano in posizioni di alto livello nel servizio civile. Gli afro-colombiani hanno svolto un ruolo nel promuovere lo sviluppo di diversi aspetti della cultura colombiana. Molti generi di musica colombiana, come Cumbia e Vallenato, sono di origine africana. Alcuni afrocolombiani, come Maria Isabel Urrutia, rappresentano la Colombia nelle competizioni sportive internazionali.

## Personalità afro-colombiane
- Óscar Figueroa
- Caterine Ibargüen
- Vanessa Mendoza
- Piedad Córdoba
- Juan Cuadrado
- Yerry Mina
- María Isabel Urrutia
- Davinson Sánchez
- Carlos Valderrama
- Andrea Tovar
- Paula Marcela Moreno Zapata